# Štefan Lux

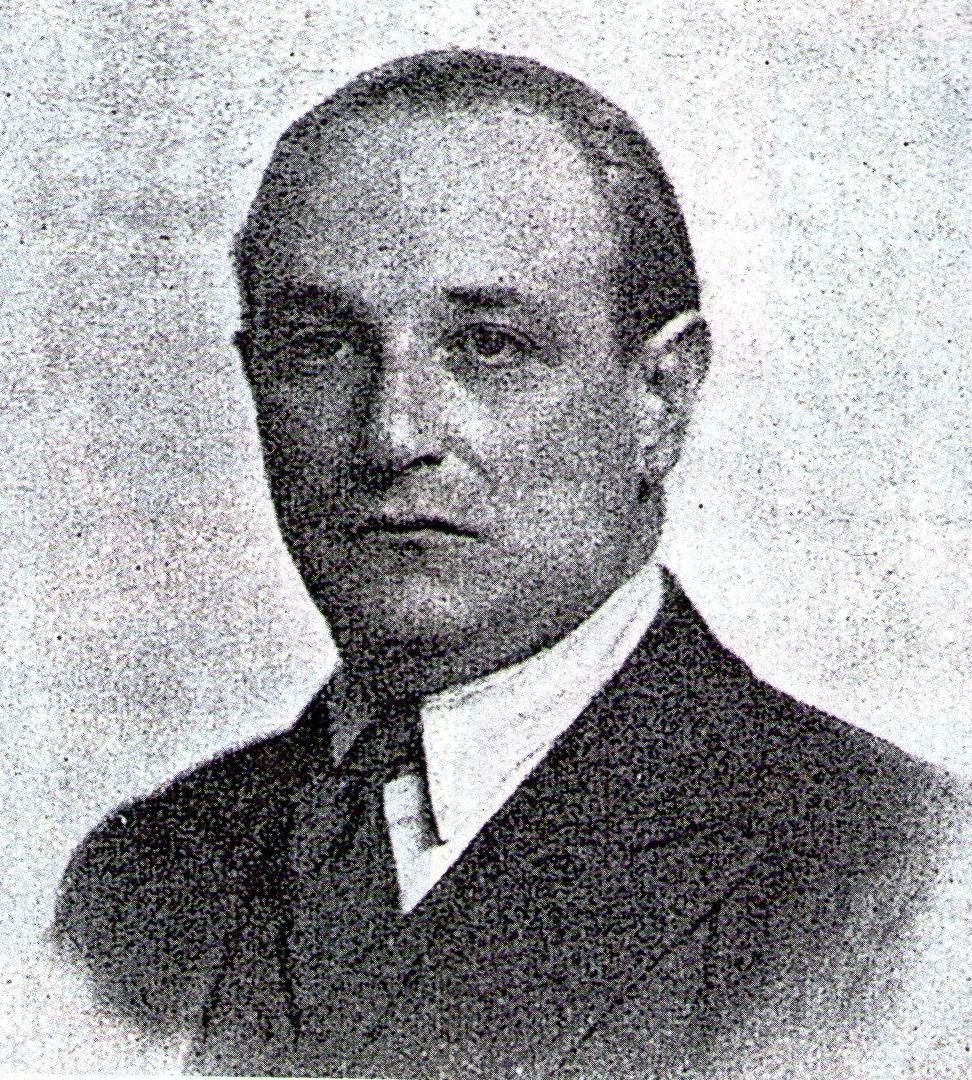
Štefan Lux (1936)

Stefan Lux (* 4. November 1887 in Wien; † 3. Juli 1936 in Genf) war ein tschechoslowakischer jüdischer Künstler und Journalist. Lux wird in zahlreichen Publikationen nachgesagt, unter dem Pseudonym Peter Sturmbusch Gedichte und Liedtexte veröffentlicht zu haben; dies ist jedoch nachweislich nicht der Fall. Lux beging während einer Generalversammlung des Völkerbundes vor versammeltem Plenum Suizid, um auf die Judenverfolgung im Deutschen Reich aufmerksam zu machen.

## Leben
Stefan Lux wurde in Wien 1., Kurrentgasse 10 als Sohn des jüdischen Notars Albert Lux und seiner zweiten Gattin Malwine Lux (* 23. August 1856 Lemberg, † 26. Juli 1931 Wien, Rothschildspital), geborene Landesberger geboren. Vor der Geburt seines Bruders Maximilian Lux (* 3. November 1895 Skalica, † 7. August 1912 Wien) übersiedelte die Familie in die Region Záhorie (heute Slowakei). In seinen frühen Jahren besuchte Lux die Schule in Malacky und wechselte später auf das Gymnasium im damaligen Pressburg. Danach studierte er in Budapest Rechtswissenschaft und wandte sich nach den Examen verschiedenen schönen Künsten zu. 
Als Schauspieler erhielt er verschiedene Theaterrollen auf Bühnen in Berlin und Wien. 1920 führte er Regie im Spielfilm Gerechtigkeit, der als eine der ersten Leinwandproduktionen den um sich greifenden Antisemitismus thematisierte. Neben Ernst Deutsch und Fritz Kortner ist in der Hauptrolle der bekannte österreichisch-jüdische Schauspieler Rudolph Schildkraut zu sehen, der noch im selben Jahr in die USA auswanderte.
Lux selbst zog nach Prag und gründete dort ein Theater. Anfang der dreißiger Jahre wurde Lux zunehmend politisch aktiv und publizierte als Journalist in verschiedenen Veröffentlichungen und Zeitungen vehemente Aufrufe zum Widerstand gegen den Nationalsozialismus.

## Tod
Im Jahr 1936 entschloss Lux sich zu einem radikalen Protest gegen die Judenverfolgung im Deutschen Reich. Lux verschaffte sich mit einer Presse-Akkreditierung Zutritt zu einer Generalversammlung des Völkerbundes in Genf. Nach einer Rede des spanischen Außenministers Augusto Barcia Trelles betrat Lux am Vormittag des 3. Juli 1936 den Plenarsaal, richtete einige nicht genau überlieferte Worte an die versammelten Diplomaten und den belgischen Sitzungspräsidenten Paul van Zeeland, zog dann einen Revolver und schoss sich in die Brust. Er wurde daraufhin in ein Krankenhaus in Genf eingeliefert und erlag dort am Abend seiner schweren Verletzung. Er wurde auf dem Genfer jüdischen Friedhof beigesetzt.

## Reaktionen und Würdigung
Bei seiner Beerdigung waren zahlreiche internationale Prominente und Politiker zugegen. Der britische Guardian schrieb: „Stefan Lux, was können wir zu Ihrer Tat sagen? Unnötig war sie, vielleicht, doch heldenhaft. Vor Ihrem Sarg schwören wir, dass wir nie die menschliche Solidarität aufgeben werden, für die Sie Ihr Leben geopfert haben, und dass wir angesichts der Verbrechen nicht schweigen werden.“
Nahum Goldmann schrieb 1937: „Es wird der Tag kommen, da wird man Stefan Lux in Deutschland ein Denkmal bauen.“
Mit der deutsch-französischen Verfilmung des von Rolf Hochhuth verfassten Dokumentarschauspiels Der Stellvertreter von Costa-Gavras sollte Štefan Lux ein „filmisches Denkmal“ gesetzt werden. Der Film beginnt mit einer Darstellung seines Suizids.